# Sharkoon
Sharkoon（シャークーン、Sharkoon Technologies GmbH）は、ドイツ連邦共和国ヘッセン州ギーセン郡ポールハイムに所在する企業。ゲーミングPC向けのPCケースや周辺機器などの開発を手がける。

## 歴史
2002年にドイツで設立。2006年、台湾に台北支店を設置。日本市場への上陸は2010年のことである。ドイツで開発・設計・品質管理・マーケティングを、台湾で製造・保証・輸出・アジア市場での活動をそれぞれ担務している。ドイツ基準の高い品質を維持しながら、コストパフォーマンスの良さを訴求している。
PCケースとしてはサメをイメージした「NIGHT SHARK」や、ATX規格のマザーボードを90度回転させた状態で組み付ける「REV」、カスタマイズを視野に入れたシンプルなデザインの「PURE STEEL」といった製品がある。

## 事業所・関連会社
出典による。
- Sharkoon Technologies GmbH（ドイツ本部）
Grüninger Weg 48
35415 Pohlheim
Germany
- Sharkoon Taiwan Co., Ltd.（台湾本部）
8F.-1, No. 646, Sec. 5, Chongxin Rd.,
Sanchong Dist., New Taipei City 24158,
Taiwan R.O.C.